# Broek (Gouda)
Pour les articles homonymes, voir Broek.
Broek est un hameau situé dans la commune néerlandaise de Gouda, dans la province de la Hollande-Méridionale.

## Histoire
Broek a été chef-lieu de la commune du même nom de 1817 à 1870. De 1870 à 1964, Broek a appartenu à Waddinxveen.